# NGC 2688
NGC 2688 is een lensvormig sterrenstelsel in het sterrenbeeld Grote Beer. Het hemelobject werd op 11 maart 1858 ontdekt door de Ierse astronoom William Parsons.

## Synoniemen
- MCG 8-16-40
- NPM1G +49.0113
- PGC 25048